# 八鹿郵便局
八鹿郵便局（ようかゆうびんきょく）は兵庫県養父市にある郵便局。民営化前の分類では集配普通郵便局であった。

## 概要
住所：〒667-8799 兵庫県養父市八鹿町八鹿1809-2

## 沿革
- 1873年（明治6年） - 八鹿郵便取扱所として開設。同年、八鹿郵便役所となる[1]。
- 1875年（明治8年）1月1日 - 八鹿郵便局（四等）となる。
- 1885年（明治18年）10月1日 - 貯金取扱を開始。
- 1890年（明治23年）1月1日 - 八鹿郵便電信局となる。
- 1903年（明治36年）4月1日 - 通信官署官制の施行に伴い八鹿郵便局となる。
- 1961年（昭和36年）10月1日 - 特定郵便局から普通郵便局に局種別改定[2]。
- 1963年（昭和38年）7月1日 - 江原郵便局[3]より、国内欧文電報受付・配達および国際電報受付・配達の各事務を移管。
- 1964年（昭和39年）2月9日 - 電話交換、和文電報配達、国内欧文電報受付・配達、国際電報受付・配達の各事務を、八鹿電報電話局に移管。
- 1972年（昭和47年）11月 - 局舎新築。
- 2000年（平成12年）8月14日 - 外国通貨の両替および旅行小切手の売買に関する業務取扱を開始。
- 2002年（平成14年）4月1日 - 小佐簡易郵便局の一時閉鎖[4]に伴い、取扱業務を承継。
- 2007年（平成19年）3月19日 - 関宮郵便局から「667-11xx」区域の集配業務を移管[5]。
- 2007年（平成19年）10月1日 - 民営化に伴い、併設された郵便事業八鹿支店に一部業務を移管。
- 2012年（平成24年）10月1日 - 日本郵便株式会社発足に伴い、郵便事業八鹿支店を八鹿郵便局に統合。

## 取扱内容
- 郵便、印紙、ゆうパック、内容証明
- 貯金、為替、振替、振込、国際送金、国債、投資信託
- 生命保険、バイク自賠責保険、自動車保険
- 地方公共団体事務（兵庫県住宅再建共済基金利用申込取次事務）
- ゆうちょ銀行ATM
- 「667-00xx」区域（養父市（旧八鹿町域））および「667-11xx」区域（養父市（旧関宮町域））の集配業務
- ゆうゆう窓口

## 周辺
- 養父市役所
- 養父警察署
- 八鹿文化会館
- 公立八鹿病院
- 国道9号
- 国道312号
- 八木川（円山川の支流）

## アクセス
- JR山陰本線 八鹿駅から徒歩約22分
- 全但バス 八鹿宮町停留所下車
- 北近畿豊岡自動車道 八鹿氷ノ山ICから北東へ約2.7km
- 駐車場あり：15台